# JR貨物UV47A形コンテナ
UV47A形コンテナ（UV47Aがたコンテナ）は、日本貨物鉄道（JR貨物）輸送用として籍を編入している30ft私有コンテナ（通風コンテナ）である。
1995年度より製造された。
形式の数字部位 「 47 」は、コンテナの容積を元に決定される。このコンテナ容積47㎥の算出は、厳密には端数四捨五入計算の為に、内容積46.5 - 47.4㎥の間に属するコンテナが対象となる。
また形式末尾のアルファベット一桁部位 「 A 」は、コンテナの使用用途（主たる目的）が 「 普通品の輸送 」を表す記号として付与されている。